# Hidrocaritàcies
Les hidrocaritàcies (Hydrocharitaceae) són una família de plantes angiospermes aquàtiques de l'ordre de les alismatals (Alismatales), dins del clade de les monocotiledònies.
Conté unes 135 espècies, agrupades en 14 gèneres. És una família cosmopolita.
Algunes espècies s'utilitzen com a plantes ornamentals o en aquaris, com ara Hydrocharis morsus-ranae, Vallisneria americana o Vallisneria spiralis.  D'altres com Hydrilla verticillata han esdevingut una espècie invasora.

## Taxonomia

### Subfamílies
Dins d'aquesta família es reconeixen les següents subfamílies:
- Hydrocharitoideae Eaton
- Stratiotoideae Luerss.
- Anacharidoideae Thomé
- Hydrilloideae Luerss.

### Gèneres
Dins d'aquesta família es reconeixen els 14 gèneres següents:
- Appertiella C.D.K.Cook & L.Triest
- Blyxa Noronha ex Thouars
- Elodea Michx.
- Enhalus Rich.
- Halophila Thouars
- Hydrilla Rich.
- Hydrocharis L.
- Lagarosiphon Harv.
- Najas L.
- Nechamandra Planch.
- Ottelia Pers.
- Stratiotes L.
- Thalassia Banks & Sol. ex K.D.Koenig
- Vallisneria P.Micheli ex L.